# Nina Schläfli
Nina Schläfli, née le 1er janvier 1990 à Münsterlingen (originaire de Deisswil bei Münchenbuchsee), est une personnalité politique suisse, membre du Parti socialiste.
Elle est députée du canton de Thurgovie au Conseil national depuis décembre 2023.

## Biographie
Nina Schläfli naît le 1er janvier 1990 à Münsterlingen, dans le canton de Thurgovie. Elle est originaire de Deisswil bei Münchenbuchsee, dans le canton de Berne. Elle grandit à Kreuzlingen, dans le canton de Thurgovie, dans une famille de trois enfants.
Après sa maturité gymnasiale, elle fait des études d'histoire et de littérature allemande à l'université de Constance à partir d'octobre 2009, puis travaille pour le service cantonal thurgovien d'archéologie. Elle devient ensuite doctorante en histoire à l'Université de Berne. Son projet de thèse porte sur la construction de bateaux à vapeur chez Escher Wyss et Sulzer entre 1836 et 1928.
Elle est mariée et mère d'un enfant.

## Parcours politique
Nina Schläfli adhère à la Jeunesse socialiste suisse en 2009 en raison de l'initiative sur les minarets. Elle rejoint le Parti socialiste au début 2011.
Elle est membre du Conseil communal (législatif) de Kreuzlingen de 2011 à 2017. Elle y est, à sa première élection, la plus jeune élue de l'histoire de l'hémicycle. Elle siège également au Grand Conseil du canton de Thurgovie de 2016 à 2023 et préside le parti socialiste thurgovien d'août 2016 à 2022,. Elle est membre de la direction du Parti socialiste suisse de 2020 à 2021.
Elle est élue au Conseil national en octobre 2023, après avoir été candidate, sans succès, au Conseil national (premier vient-ensuite) et au Conseil des États (troisième score pour deux élus) en 2019. Elle y succède à Edith Graf-Litscher qui ne se représentait pas et y est membre de la Commission des institutions politiques (CIP).